# Hauptverband der Deutschen Holzindustrie
Der Hauptverband der Deutschen Holzindustrie und Kunststoffe verarbeitenden Industrie und verwandter Industrie- und Wirtschaftszweige e.V. (HDH) ist eine Interessenvertretung der Branche mit 2.300 Betrieben, 200.000 Beschäftigten und einem Gesamtumsatz von 47 Milliarden Euro. Als Branchendachverband begleitet der HDH wirtschafts-, industrie-, finanz- und steuerpolitische Themen und vertritt die Branche in gesellschaftspolitischen Debatten sowie bei Gesetzesinitiativen. Dabei erstreckt sich das Spektrum der fachlichen Themen von der Sägeindustrie, der industriellen Holzbe- und -verarbeitung über die Möbelindustrie bis hin zum Bauen mit Holz sowie der Holzpackmittelindustrie.

## Geschichte
Im Dezember 1920 bildete sich eine Organisation namens Reichsbund der Arbeitgeberverbände der Holzindustrie und des Holzgewerbes.

## Aufgaben
Als tarif- und sozialpolitischer Spitzenverband vertritt der HDH die Arbeitgeberinteressen seiner Mitglieder aus der Holzindustrie und Kunststoff verarbeitenden Industrie gegenüber dem Sozialpartner und der Politik. Kernaufgabe ist die Koordination und Bearbeitung tarif- und sozialpolitischer Themen, u. a. durch die Unterstützung der Tarifverhandlungen seiner Tarifträgerverbände, die Verbesserung des Arbeitsschutzes, die Weiterentwicklung von Ausbildungsordnungen sowie die Nachwuchsförderung.

## Organisation
Der HDH ist ein Verbändeverband. Das heißt, seine Mitglieder sind Regional- und Fachverbände. Die Hauptgeschäftsstelle befindet sich im Haus des Holzes in Berlin. Darüber hinaus betreibt der HDH zwei weitere Nebengeschäftsstellen in Bad Honnef und Berlin.

## Mitglieder

### Fachverbände
Bundesverband Deutscher Fertigbau, Bundesverband Holzpackmittel, Paletten, Exportverpackung, Bundesverband Innenausbau, Element- und Fertigbau, Bundesverband Bestattungsbedarf, Bundes-Gütegemeinschaft Montagebau und Fertighäuser, Deutsche Säge- und Holzindustrie – Bundesverband, Industrieverband Büro und Arbeitswelt., Studiengemeinschaft Holzleimbau, Verband der Deutschen Holzwerkstoffindustrie, Verband der Deutschen Parkettindustrie, Verband Fenster + Fassade, Verband der Deutschen Möbelindustrie.

### Regionalverbände
Verband der Holzindustrie und Kunststoffverarbeitung Baden-Württemberg, Verband der Holzwirtschaft und Kunststoffverarbeitenden Industrie Bayern-Thüringen, Landesverband Niedersachsen und Bremen der holz- und kunststoff- verarbeitenden Industrie, Landesverband Sachsen-Anhalt Holz und Kunststoffe, Verband Holz und Kunststoffe Nord-Ost, Verband der Holzindustrie und Kunststoffverarbeitung Westfalen-Lippe, Landesverband Holzindustrie und Kunststoff- verarbeitung Nordrhein, Verband der holz- und kunststoffverarbeitenden Industrie Rheinland-Pfalz, Verband der Holz und Kunststoffe verarbeitenden Industrie Sachsen.